# Virginia Thrasher
Virginia Thrasher (født 28. februar 1997) er en amerikansk sportsskytte, som vandt guld i kvindernes 10 meter luftriffel ved OL 2016. 